# Ferrari 12Cilindri
O Ferrari 12Cilindri ("dodici cilindri"; Tipo F167) é um gran turismo de dois lugares produzido pela fabricante automobilística italiana Ferrari. O modelo foi revelado em Miami Beach em 3 de maio de 2024, em comemoração aos 70 anos da presença da Ferrari no mercado norte-americano.

## Design
O design presta homenagem ao Ferrari 365 GTB/4 Daytona, com uma faixa preta no capô que não pode ser removida nem alterada para outra cor.
O interior é inspirado nos modelos Purosangue e 296 GTB, sendo o primeiro veículo do segmento GT a não possuir instrumentos analógicos.